# Italo Ghizzardi
Italo Ghizzardi (Verona, 26 ottobre 1937) è un ex calciatore italiano, di ruolo portiere.

## Carriera

### Giocatore
Giocò in Serie A con le maglie di Verona, Bari e Mantova, per complessive 41 presenze in massima serie e in Serie B nelle file di Verona, Prato e Bari, per complessive 172 presenze in cadetteria. Ha ottenuto due promozioni in massima serie (contribuendo nella stagione 1956-1957 alla prima promozione in A della storia del Verona, e ripetendosi nella stagione 1962-1963 col Bari).
Concluse la carriera, dopo 4 stagioni al Savona, con il Casale in Serie D nel 1972.

### Allenatore
Allenò la Novese e, nella stagione 1985-1986, la Cairese, essendo stato ingaggiato a campionato in corso in sostituzione di Franco Viviani.
Fu allenatore dei portieri in Serie A con il Genoa di Osvaldo Bagnoli che partecipò alla Coppa UEFA.

## Palmarès

### Giocatore

#### Competizioni nazionali
- Serie B: 1

Verona: 1956-1957
- Serie C: 1

Arezzo: 1965-1966